# 钦托山
钦托山（法語：Monte Cinto，法語發音：[mɔ̃te.t͡ʃinto]）是法国科西嘉岛的最高峰。 
该山海拔2,706（8,878英尺），是欧洲最著名的山峰之一。   